# Квок, Самуэль
Самуэль Квок (1948) (англ. Samuel Kwok) — мастер Вин Чунь Кунг-фу, ученик Ип Чина и Ип Чуня  — сыновей патриарха Вин Чунь — Ип Мана.

## Биография
Родился в 1948 году в Гонконге, в семье священника. В юности проявил интерес к боевым искусствам и под руководством первого учителя — своего дяди Люк Чи Фу начал с изучения Кунг-фу стиля Белой Цапли. В 1967 году Самуэль обучался у мастера Чан Вай Лина в Гонконге, где и познакомился впервые с Вин Чунь Кунг-фу.
В 1972 году переехал в Лондон. Там он планировал выучиться на санитара и впоследствии работать в психиатрической клинике. Он посещал также церковь преподобного Као. От Као Самуэль узнал, что в церковной общине состоит некий Ли Шин, являвшийся членом Ассоциации боевых искусств Ип Мана и обучавший искусству Вин Чунь. В 1973 году Квок стал его учеником.
В 1978 году Самуэль оказался в Гонконге, где учитель Ли Шин представил его мастеру Ип Чуню. Во время второй встречи Ип Чунь, оценив талант Самуэля Квока, предложил ему своё наставничество в работе с деревянным манекеном. Самуэлю было известно, что мастер Ип Чунь к тому времени практически не занимался работой с учениками. Тем невероятней выглядело его предложение о наставничестве, на которое Самуэль без раздумий согласился.
В течение нескольких лет Самуэль Квок изучал Вин Чунь под руководством Ип Чуня и впоследствии открыл свою первую школу в Гонконге.
В 1981 году мастер Ип Чунь назначил Самуэля Квока заокеанским представителем Ассоциации боевых искусств Ип Мана. В том же году мастер Самуэль вернулся в Великобританию и начал давать частные уроки Вин Чунь. Популярность ещё не очень распространённого к тому времени искусства росла, и в том же году мастер открыл свою первую школу. В 1981 году он организовал первый семинар Вин Чунь в Великобритании. В течение 10 последующих лет семинары проводились регулярно.
В 1991 году мастер Самуэль Квок провёл первый в Великобритании совместный семинар с двумя великими мастерами и прямыми наследниками знания Вин Чунь Кунг-фу Ип Мана — его сыновьями Ип Чином Ип Чунем . Подобные семинары проводились также и в последующие 10 лет, в том числе на территории США.
В 1998 году мастер Самуэль Квок получил звание почётного бакалавра искусств Манчестерского университета за вклад в развитие и пропаганду боевых искусств.
В настоящее время (2011) Ассоциация Вин Чунь Кунг-фу Самуэля Квока является одним из крупнейших сообществ практикующих Кунг-фу. Её ученики есть в России, США, Южной Африке и Австралии, Бразилии. Самуэль Квок продолжает лично вести занятия с учениками и проводить семинары.

## Генеалогия Квок Вин Чунь

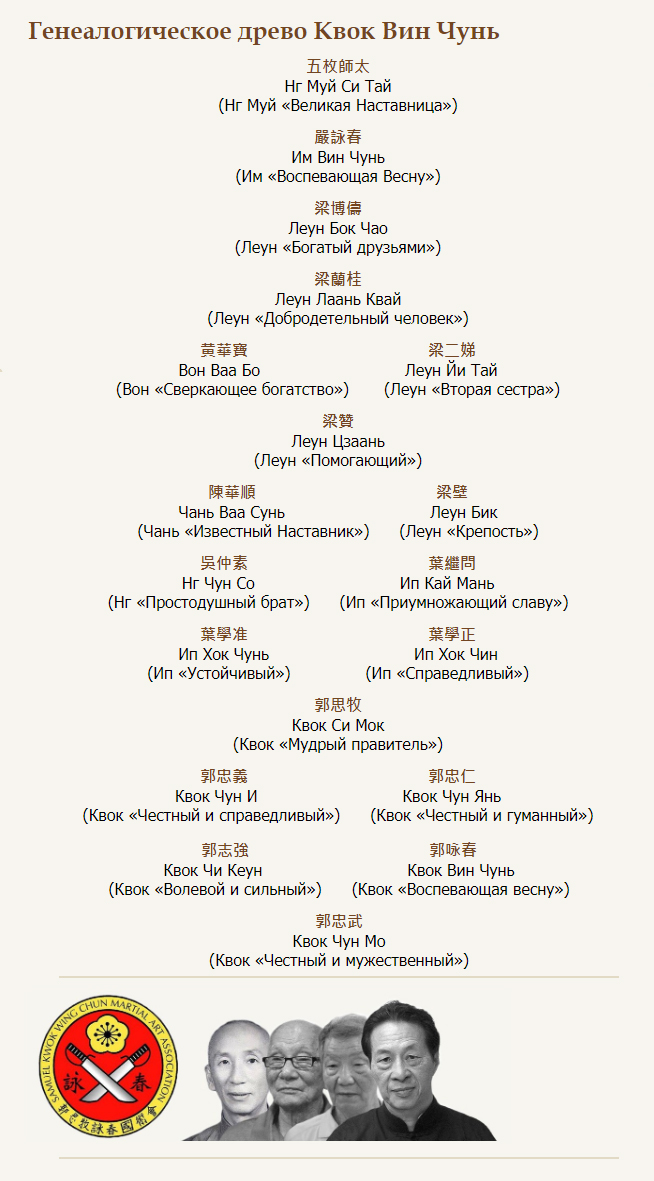
Генеалогическое древо Квок Вин Чунь

## Книги и учебные фильмы
- Книги

- Книги и фильмы